# Carlota Augusta de Gal·les
Carlota Augusta de Hannover (Carlton House, Londres, 7 de gener de 1796 - Surrey, 6 de novembre de 1817) va ser l'única filla de Jordi August de Hannover, llavors príncep de Gal·les (i futur rei Jordi IV del Regne Unit), i de Carolina de Brunsvic-Wolfenbüttel.
Els pares de Carlota s'odiaven fins i tot abans del seu casament i es van separar poc després. El príncep Jordi va deixar Carlota a càrrec de diverses tutores i criades, però no va permetre que tingués molt de contacte amb la seva mare, qui acabaria per deixar el país. A mesura que Carlota arribava a l'edat adulta, el seu pare la va pressionar perquè es casés amb el príncep hereu Guillem dels Països Baixos, que més tard n'esdevindria rei, però després d'haver acceptat el matrimoni, se'n va desdir i va trencar el compromís. Aquesta decisió va comportar una sèrie de disputes amb el seu pare, fins que aquest li va permetre casar-se amb el duc Leopold, que posteriorment esdevindria rei de Bèlgica. Després d'un matrimoni feliç, que va durar un any i mig, Carlota va donar a llum un nadó mort.
La prematura mort de Carlota, quan només tenia 21 anys, va provocar una gran onada de dol per tota Gran Bretanya, que havia considerat la princesa com un símbol d'esperança, com a contrapès del seu pare, que era poc popular, i del seu avi, que era considerat boig. Com a única neta legítima del rei Jordi III, la seva mort va fer caure una pressió encara més gran sobre els fills solters del rei perquè es casessin i tinguessin hereus legítims. El quart fill del rei, Eduard, fou el pare de la reina Victòria, que va néixer 18 mesos després de la mort de Carlota.

## Biografia

### Context

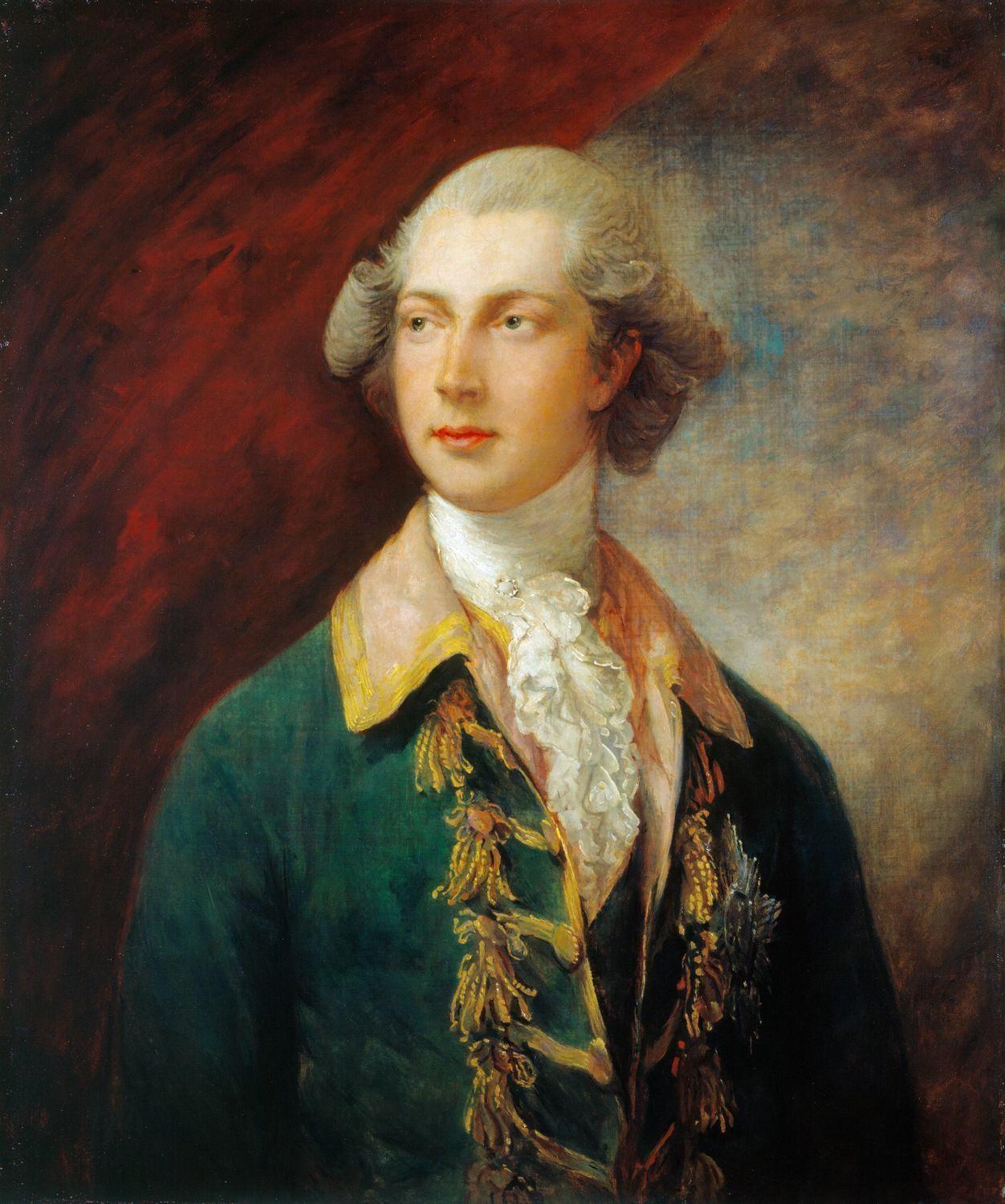
Jordi de Gal·les, pare de Carlota

L'any 1794, Jordi, príncep de Gal·les, estava cercant una esposa adequada, tot i que no buscava assegurar la successió al tron, sinó que ho feia perquè el primer ministre William Pitt li havia promès un augment de la seva renda si es casava. Malgrat rebre un generós sou per ser príncep de Gal·les i duc de Cornualla, Jordi vivia molt per sobre de les seves possibilitats i, l'any 1794, els diners que rebia van deixar de ser suficients per a pagar els interessos dels seus deutes.
Jordi ja havia intentat casar-se una vegada amb la seva amant, Maria Anna Fitzherbert, però aquest matrimoni fou considerat nul als ulls de la llei perquè el príncep no tenia el consentiment del seu pare, el rei Jordi III, un requisit obligatori i consagrat a l'Acta de Matrimonis Reials de l'any 1772. Malgrat tot, Jordi va mantenir Maria com a amant, així com altres dones que també rebien moltes atencions, com Frances Villiers, la comtessa de Jersey.
Entre les candidates, Jordi va seleccionar dues princeses alemanyes, cosines directes. La primera, Lluïsa de Mecklenburg-Strelitz, era filla del seu oncle matern i la segona, Carolina de Brunsvic-Wolfenbüttel, era filla de la seva tia paterna. La mare de Jordi, la reina Carlota, havia sentit rumors preocupants sobre el comportament de Carolina i, per això, preferia la princesa Lluïsa, en considerar-la més maca i per ser neboda de sang seva i no per matrimoni. Es deia que la princesa Carolina s'havia comportat de forma poc correcta amb un oficial irlandès de l'exèrcit del seu pare i, a més, les negociacions per a concertar el matrimoni s'havien interromput moltes vegades sense cap raó aparent. Jordi, influït per la comtessa de Jersey (que considerava Carolina una rival menor que Lluïsa), va escollir la princesa de Brunsvick sense haver-la conegut i va enviar un diplomàtic, James Harris, comte de Malmesbury, perquè l'acompanyés de Braunschweig a Gran Bretanya.
Quan Harris es va reunir amb la princesa, aquesta es trobava sense arreglar i li va semblar obvi que feia uns quants dies que no es rentava. Va trobar que la seva conversa era grollera i massa familiar. Harris va passar prop de quatre mesos amb ella amb l'objectiu de fer que ella millorés la seva conducta i els seus hàbits abans de tornar a Anglaterra; el viatge havia estat endarrerit pel difícil hivern i per les Guerres de la Revolució Francesa. El diplomàtic va portar Carolina al Palau de Saint James i, en veure la seva futura esposa per primera vegada, el príncep de Gal·les va exclamar: "Harris, no em trobo bé. Si us plau, porti'm una copa de brandy". Quan el príncep va sortir, Carolina va dir: "És gras i no sembla tan maco com als retrats". Durant el sopar d'aquella nit, la primera en què estaven junts, Carolina, irritada, va fer algunes referències grolleres cap a la relació del seu promès amb la comtessa de Jersey. Segons Harris, aquest comportament va fer que al príncep li agradés encara menys. Poc abans de la celebració del casament, el dia 8 d'abril de 1795, Jordi va enviar el seu germà Guillem a dir-li a Maria Fitzherbert que ella era l'única dona que estimaria en la seva vida, i va anar borratxo a la cerimònia.
Jordi va afirmar més tard que només va tenir relacions amb la seva dona tres vegades i que, durant una d'aquestes ocasions, la princesa havia fet un comentari sobre la grandària del seu penis. Això li va fer pensar que la seva esposa tenia una base per comparar i que, per tant, era prou probable que no fos verge. Carolina, per la seva banda, deia de manera indirecta que Jordi era impotent. El matrimoni es va separar poques setmanes després, però van seguir vivint al mateix palau. Un dia abans que passessin nou mesos de les noces, Carolina va donar a llum a una nena.

### Infantesa

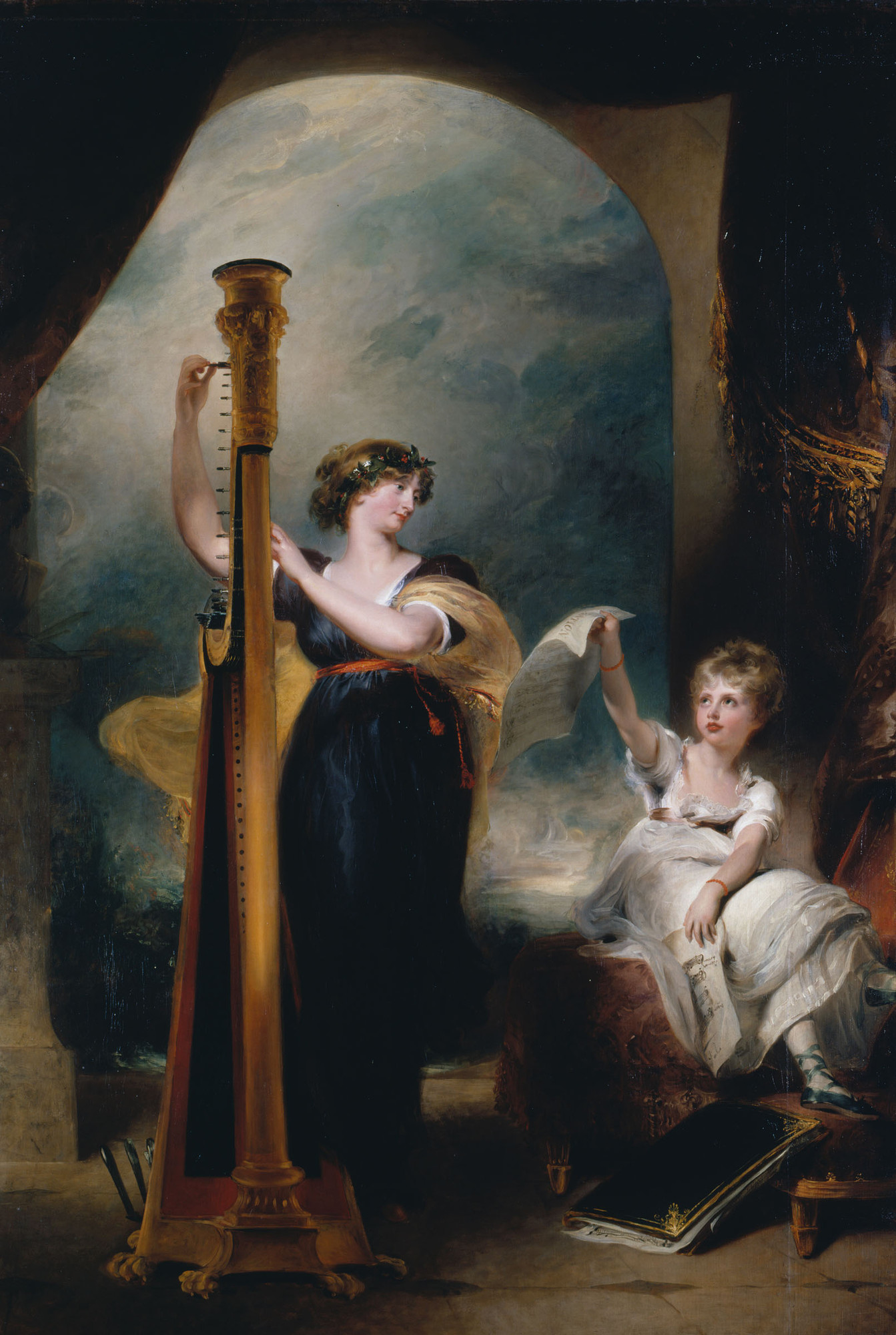
Carlota, de petita, amb la seva mare, per Thomas Lawrence.

Carlota va néixer a Carlton House, la residència oficial del príncep de Gal·les a Londres, el 7 de gener de 1796. Encara que Jordi es va desil·lusionar per no tenir un fill, l'avi de la princesa, el rei, que s'estimava més tenir una neta, va quedar molt content amb el naixement del seu primer net legítim, ja que esperava que el nadó aconseguís reconciliar Jordi i Carolina. No obstant, això no va passar: tres dies després del naixement de Carlota, Jordi va redactar un testament en el qual estipulava que, en cas que ell morís, la seva esposa no tindria cap paper en l'educació de la seva filla i que donava tots els seus béns a Maria Fitzherbert. Tot i que en aquella època la gran majoria dels membres de la família real no eren gaire populars per al poble britànic, el naixement de Carlota fou molt celebrat. L'11 de febrer de 1796, la princesa fou batejada al Gran Saló del Palau de St. James i allà va rebre el nom de Carlota Augusta, en honor de les seves àvies, la reina Carlota i l'duquessa Augusta. Els padrins van ser el rei i la duquessa Augusta, representada per la princesa Carlota.
Tot i que Carolina va exigir que la tractessin millor, en haver donat a llum la segona en la línia de successió, Jordi va restringir-li el contacte amb la seva filla i li va prohibir que la veiés si no estava acompanyada de la seva tutora i criades. Carolina tenia permís per veure la seva filla diàriament, com era costum en aquella època entre els pares de l'alta societat, però no tenia dret a intervenir en les decisions en relació amb Carlota. Els criats sentien aflicció per Carolina i, per això, desobeïen el príncep de Gal·les i li deixaven passar temps sola amb la seva filla. Jordi no sabia que això passava, ja que ell tampoc no hi tenia gaire contacte. Carolina va tenir fins i tot el valor d'anar en carruatge sola amb la seva filla pels carrers de Londres, mentre rebien els aplaudiments de les multituds que s'arremolinaven al voltant per veure-les.
Carlota era una nena sana i, segons la seva biògrafa, Thea Holme: "Feia l'efecte, en veure les primeres històries registrades de Carlota, que aquesta tenia un cor càlid i valent". A mesura que Carlota creixia, els seus pares seguien lluitant i emprant la seva filla com a escut en els seus conflictes. L'agost de l'any 1797, Carolina va deixar Carlton House i es va instal·lar en una casa llogada a prop de Blackheath, pel que va abandonar la seva filla. En aquella època, la llei anglesa considerava que el pare tenia tots els drets sobre els fills. No obstant això, el príncep no va prendre més mesures per restringir l'accés de Carolina a la seva filla. El desembre del 1792, el príncep va convidar la seva esposa a passar l'hivern a Carlton House, a la qual cosa ella es va negar. Aquest va ser l'últim esforç per aconseguir una reconciliació i va suposar que Jordi no tingués cap fill mascle legítim que avancés Carlota en la línia de successió. Carolina visitava la seva filla a Carlton House i, de vegades, Carlota era portada a visitar a la seva mare, però no s'hi podia quedar. Durant els estius, el príncep llogava Shrewsbury Lodge per a la seva filla, la qual cosa feia que les visites fossin més fàcils i, segons Alison Plowden (que va escriure sobre la relació de Jordi amb la seva esposa i filla), Carolina veia a la seva filla quan volia.
Quan Carlota tenia vuit anys, el seu pare, que continuava la seva relació amb Maria Fitzherbert, va decidir que volia Carlton House només per a ell. Es va apoderar de les estances de la seva esposa (Carolina es va veure obligada a traslladar-se al Palau de Kensington), i la seva filla va ser traslladada a Montague House, que quedava al costat de Carlton House. James Chambers, un altre biògraf de Carlota, va escriure: "la petita princesa vivia en una casa només per a ella, en companyia de persones a les quals pagaven perquè hi estiguessin". La mudança es va produir sense la presència de la tutora de Carlota, Lady Elgin, que tenia una relació molt estreta amb la princesa. Lady Elgin va ser obligada a jubilar-se, suposadament per la seva edat avançada, però principalment perquè havia portat a Carlota a visitar al rei sense el permís del seu pare. Jordi també va acomiadar a la seva altra tutora, la Senyora Hayman, per tenir una relació molt amistosa amb Carolina. De fet, la seva esposa no va trigar a contractar-la per a dirigir la seva casa. La seva substituta, la baronessa de Clifford, estimava a Carlota però era massa simpàtica per aconseguir fer creure a la princesa, que començava a ser una mica xicotot. Lady Clifford li portava sovint un dels seus nets, en George Keppek, tres anys més jove que Carlota, perquè jugués amb ella. Quaranta anys després, Keppel va recordar Carlota a les seves memòries, explicant diverses aventures de quan eren petits, així com el seu gust pels cavalls i per les baralles. Va recordar, també, una ocasió en què una multitud s'havia reunit al voltant de casa seva a Earl's Court per veure la Charlotte i els nens van sortir i es van ajuntar amb la gentada sense ser reconeguts.
L'any 1805, el rei va començar a planificar l'educació de Carlota i va contractar un gran nombre de professors per a la seva única neta legítima. Igualment, va contractar al bisbe d'Exeter perquè la instruís en la religió anglicana, amb l'esperança que Carlota, quan fos reina, la defensés. El rei esperava que aquests professors li donessin "honor i tranquil·litat en les seves relacions, i fossin una benedicció pels dominis que, d'ara endavant, podria arribar a representar". Segons Holmes, tot això va tenir poc efecte sobre Carlota, ja que ella aprenia només el que volia. la seva professora de piano era la compositora Jane Mary Guest, i la princesa va esdevenir una pianista de mèrit.
El comportament poc convencional de Carolina va portar que fos acusada, l'any 1807, de mantenir relacions sexuals amb altres homes des que es va separar. En aquella època, Carolina tenia cura d'un nen, William Austin, qui presumptament era un fill que havia tingut amb un altre home. El príncep de Gal·les esperava que l'anomenada "Investigació Delicada" descobrís proves d'adulteri que li permetessin avançar amb el procés de divorci i va prohibir a Carlota que veiés a la seva mare. Els investigadors no van preguntar a Carolina sobre els seus suposats amants i van preferir centrar les seves atencions en els criats. Quan els van preguntar si Carlota havia semblat estar embarassada, alguns van dir que sí, altres que no i la resta que no n'estaven segurs, i fins i tot alguns deien que estava tan grassa que els era impossible de distingir-ho. Cap dels criats va poder dir el nom d'un amant en particular, tot i que el seu lacai, Joseph Roberts, va dir que a la princesa «li agradava molt cardar». Carlota coneixia la investigació, ja que tenia deu anys, i de fet va patir molt quan va veure a la seva mare en el parc i, aquesta, obeint ordres del seu marit, va fingir no haver-la vist. Per desesperació de Jordi, el comitè d'investigació no va poder trobar cap prova que Carolina hagués tingut un segon fill, tot i que havia reparat en el fet que el comportament d'aquesta era propici a interpretacions errònies. El rei, que sentia afecte per Carolina, s'havia negat a veure-la durant la investigació, però la va tornar a rebre poc després. Després de finalitzar la investigació, el príncep va tornar a permetre que Carlota veiés a la seva mare amb certa freqüència, però amb la condició que William Austin no hi fos present.

### Adolescència

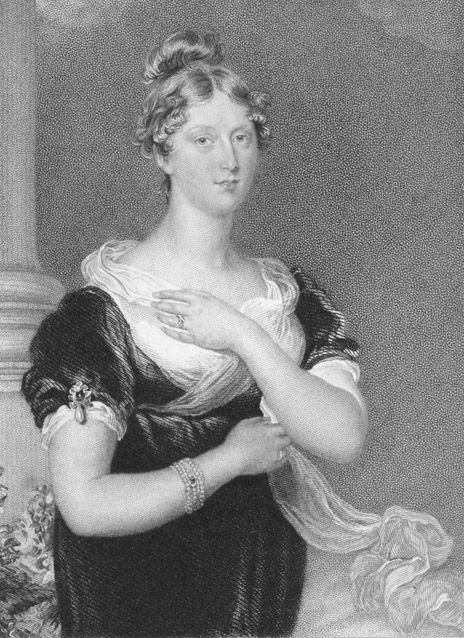
Carlota.

A mesura que Carlota s'anava convertint en una adolescent, els membres de la cort van començar a trobar que el seu comportament era poc correcte. Lady Clifford es queixava que Carlota ensenyava la seva roba interior, que li arribava fins als turmells, per sota del vestit. Una dama de Carlota, lady Charlotte Bury, els relats de la qual han sobreviscut fins al dia d'avui, va descriure a la princesa com "una noia maca" que tenia un comportament càndid i que "poques vegades es comportava de la forma correcta". El seu pare, en canvi, se sentia orgullosa pel seu talent per muntar a cavall. A la princesa li agradaven Mozart i Haydn i s'identificava molt amb el personatge de Marianne de la novel·la Seny i Sentiment de Jane Austen.
A finals de l'any 1810, la bogeria del rei Jordi III va començar a empitjorar. Carlota i el seu avi s'estimaven molt i, per això, a la princesa la va afectar molt la seva malaltia. El 6 de febrer de 1811, el pare de Carlota fou nomenat Príncep Regent pel Consell privat, mentre Carlota cavalcava cap endavant i cap endarrere als jardins de Carlton House, intentant veure la cerimònia per les finestres del primer pis. Carlota defensava el partit liberal, igual que el seu pare. No obstant això, quan aquest va començar a exercir el seu poder, Jordi no els va cridar a formar govern, com molts havien esperat. Carlota es va enfurismar perquè considerava l'actitud del seu pare com una traïció i va demostrar la seva indignació durant l'òpera, llançant petons al líder liberal, Charles Grey.
Jordi havia estat educat en un ambient estricte contra el qual s'havia rebel·lat. Malgrat això, ell va educar la seva filla, que ja semblava una dona adulta amb només 15 anys, en condicions encara més dures. Li va donar menys diners per a comprar roba que el necessari per a una princesa adulta i va insistir que, quan anés a l'òpera, s'havia d'asseure a la part de darrere de la llotja i anar-se'n abans que l'espectacle acabés. Amb el Príncep Regent ocupat en assumptes d'Estat, Carlota havia de passar gran part del temps a Windsor amb les seves ties solteres. Avorrida, Carlota va començar a enamorar-se del seu cosí, George FitzClarence, fill il·legítim del seu oncle, Guillem del Regne Unit (llavors duc de Clarence). Poc després, George va ser cridat a Brighton per unir-se a l'exèrcit, i l'atenció de Carlota va posar la seva atenció sobre el tinent Charles Hesse, qui suposadament era fill il·legítim d'un altre oncle seu, Frederic de York. Charles i Carlota es van citar clandestinament diverses vegades. Lady Clifford temia que el Príncep Regent s'enfadés enormement, però la princesa Carolina va quedar encantada en veure la seva filla enamorada. Va fer tot el que va poder per enfortir la relació amorosa de Carlota, i fins i tot va arribar a permetre que tots dos estiguessin sols en una habitació d'una de les seves cases. Aquestes cites es van acabar quan Charles es va unir a les forces britàniques a Espanya durant la guerra del francès. La major part de la família reial, a excepció del Príncep Regent, sabia de l'existència d'aquesta relació amorosa, però no van fer res per evitar-ho, ja que no estaven d'acord amb la forma amb què el Príncep Regent tractava la seva filla.
L'any 1813, quan el rumb de les Guerres Napoleòniques va començar a mostrar-se més favorable per a Gran Bretanya, Jordi va començar a considerar seriosament la qüestió del matrimoni de Carlota. El Príncep Regent i els seus consellers van decidir que el millor candidat era el príncep hereu Guillem d'Orange, fill i hereu del príncep Guillem V d'Orange. El matrimoni augmentaria la influència de Gran Bretanya al nord-est europeu. Guillem no va impressionar a Carlota quan es van conèixer a la festa d'aniversari de Jordi, celebrada el 12 d'agost d'aquell any, en la qual el príncep neerlandès es va emborratxar en companyia del Príncep Regent i d'altres convidats. Malgrat que ningú va parlar oficialment amb Carlota sobre els plans de casament, la princesa sabia que existien pels rumors que corrien per palau. El doctor Henry Halford fou l'encarregat de preguntar a Carlota el que pensava sobre el casament, però la va trobar obstinada i li va contestar que la futura reina d'Anglaterra no s'havia de casar amb un estranger. Creient que la seva filla es volia casar amb Guillem Frederic de Gloucester i Edimburg, el Príncep Regent els va insultar a tots dos. Segons Carlota "va parlar com si tingués idees prou irreals en relació als meus gustos. Veig que està completament enverinat en contra meva i que mai canviarà d'idees". Va escriure al comte de Grey, demanant-li consell, i aquest li va aconsellar que retardés l'assumpte durant tot el temps que pogués. El tema no va trigar a sortir a la premsa, que es preguntava si Carlota es casaria amb "la taronja o el formatge". El Príncep va intentar abordar a la seva filla d'una forma més amable, però no va aconseguir convèncer-la i aquesta li va escriure que "mai podria deixar el país, menys encara com a reina d'Anglaterra" i que, si ells es casaven, el príncep d'Orange hauria de "visitar les seves granotes ell sol". No obstant això, el 12 de desembre, el Príncep Regent va aconseguir que Carlota i el príncep d'Orange es trobessin durant un sopar i li va demanar una resposta a Carlota. La princesa va indicar que li havia agradat el que havia vist fins llavors i Jordi va pensar que allò significava que la seva filla acceptava el matrimoni, pel que Jordi va cridar ràpidament al príncep d'Orange per informar-lo.

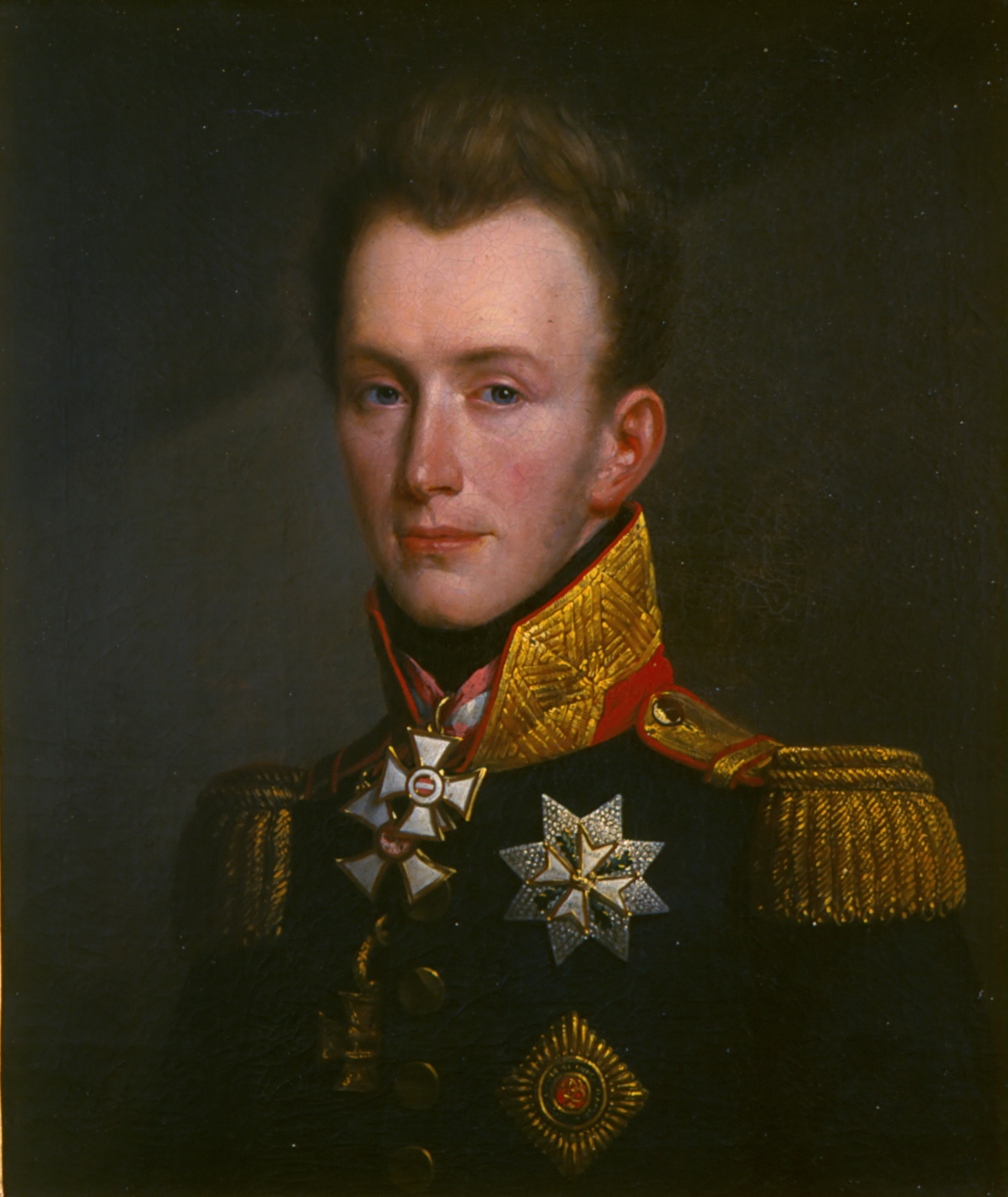
El príncep Guillem d'Orange.

Les negociacions per al contracte matrimonial es van allargar durant mesos perquè Carlota insistia a no deixar Gran Bretanya. Els diplomàtics no volien veure els dos trons units, pel que l'acord determinava que el primogènit heretaria el tron britànic, mentre que el segon fill heretaria el tron neerlandès. Si només tenien un fill, els Països Baixos serien governats per la branca alemanya de la Casa de Nassau. El 10 de juny de 1814, Carlota va signar el contracte matrimonial. Poc després, Carlota es va enamorar d'un príncep prussià, la identitat del qual no es coneix amb certesa. Segons Charles Greville, es tractava del príncep August de Prússia, encara que l'historiador Arthur Aspinall no hi està d'acord i pensa que tindria més sentit que la princesa estigués enamorada del príncep Frederic de Prússia, que era més jove. En una festa celebrada a l'hotel Pulteney a Londres, Carlota va conèixer el tinent general de la cavalleria russa, el príncep Leopold de Saxònia-Coburg-Saalfeld (futur rei Leopold I de Bèlgica). La princesa va convidar Leopold a visitar-la, invitació que el príncep va acceptar i va estar amb ella tres quarts d'hora. Posteriorment, Leopold va escriure una carta al Príncep Regent en la qual li demanava disculpes per si havia comés alguna indiscreció. La carta va deixar a Jordi molt impressionat, malgrat que mai havia considerat a Leopold com un possible pretendent per a la seva filla a causa de les seves poques rendes.
La mare de Carlota es va oposar al matrimoni de la seva filla amb el príncep d'Orange i tenia el suport del seu poble: sempre que Carlota apareixia en públic, la gent li demanava que no abandonés la seva mare casant-se amb el príncep d'Orange. La princesa va informar al príncep d'Orange que, si es casaven, la seva mare sempre seria benvinguda a casa seva, condició que sabia que seria inacceptable per al Príncep Regent. Com el príncep d'Orange no hi va estar d'acord, Carlota va trencar el compromís. La resposta del seu pare va ser ordenar que Carlota no sortís de Warwick House, a prop de Carlton House, fins que la portessin a Cranbourne Lodge, a Windsor, on no li estaria permès veure a ningú, excepte a la seva àvia, la Reina. Quan va saber això, Carlota va sortir al carrer. Un home, en veure-la tan pertorbada des de la seva finestra per la seva falta d'experiència en el món exterior, la va ajudar a trobar un carruatge que la va portar a casa de la seva mare. Carolina estava visitant a unes amigues, però va tornar ràpidament a casa quan va saber el que havia passat, al mateix temps que Carlota cridava als polítics liberals perquè l'aconsellessin. Un gran nombre de familiars també es van unir a ella, entre ells el seu oncle, el príncep Frederic de York, que portava una autorització a la seva butxaca per assegurar-se que tornava, per força si calia. Després d'una llarga discussió, els liberals van creure que seria millor que Carlota tornés a casa del seu pare, cosa que va fer l'endemà.

### Aïllament i festeig

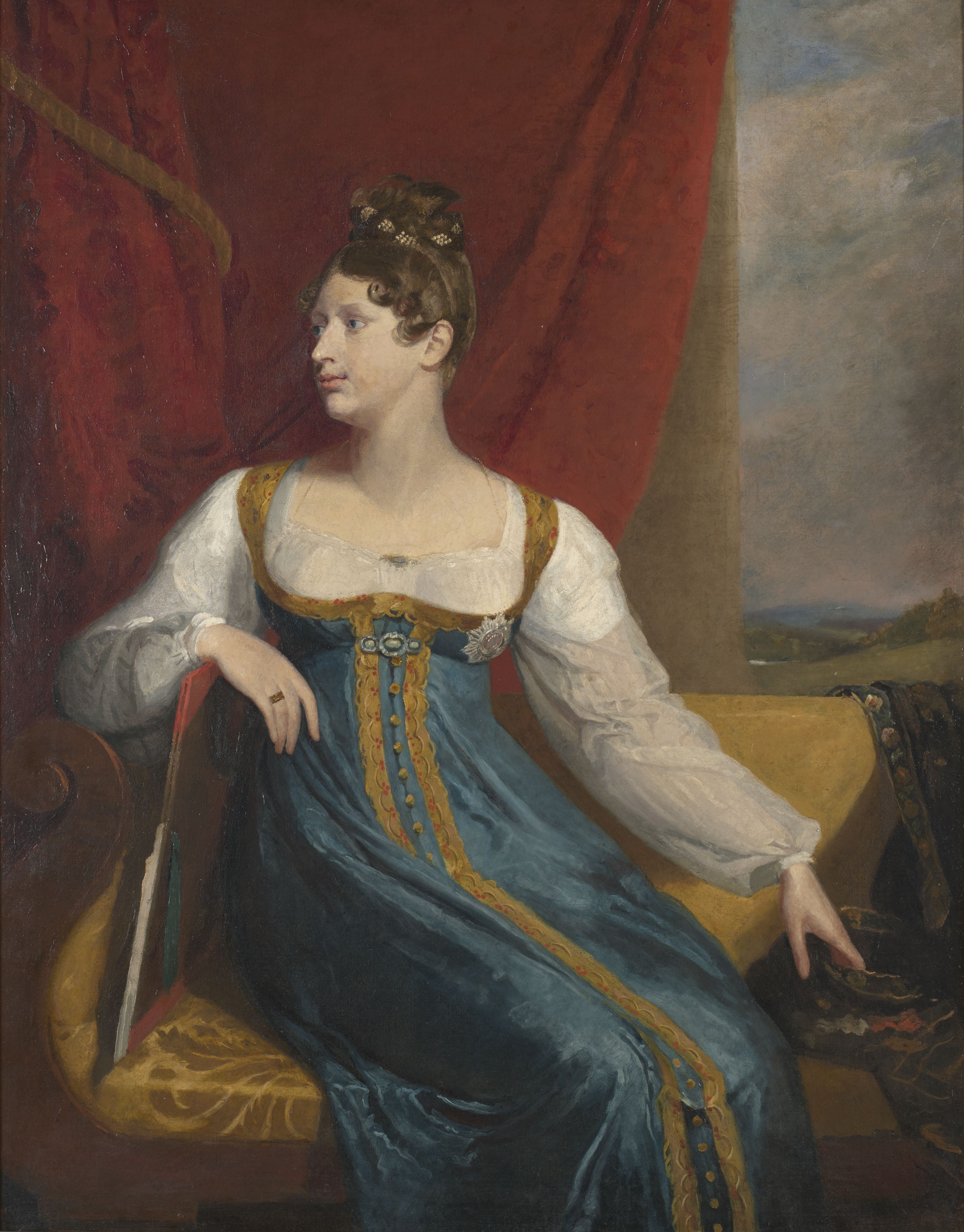
Carlota, per George Dawe.

La història de la fugida i el retorn de Carlota no va trigar a convertir-se en l'assumpte més comentat de la ciutat. Henry Brougham, exparlamentari i futur Lord canceller, va afirmar: "Tothom està contra el Príncep", i la premsa de l'oposició va escriure molt sobre la història de la princesa fugitiva. Malgrat una emotiva reconciliació amb la seva filla, el Príncep Regent aviat la va enviar a Cranbourne Lodge, on els seus criats van rebre ordres de no perdre-la mai de vista. Carlota va aconseguir enviar una carta d'amagat al seu oncle favorit, el príncep August, duc de Sussex. El duc va respondre fent una pregunta al primer ministre conservador, Robert Jenkinson, a la Cambra dels Lords, sobre si Carlota era lliure d'entrar i sortir de casa, si podia visitar la costa, com els metges li havien recomanat anteriorment i si, ara que tenia 18 anys, el govern tenia la intenció de donar-li una casa pròpia. El primer ministre es va negar a contestar-li i el duc va ser cridat a Carlton House on el seu germà, ofès, es va discutir amb ell i li va retirar la paraula per tota la vida.
Malgrat l'aïllament, Carlota va trobar la vida a Cranbourne sorprenentment agradable i va començar a poc a poc a acceptar la situació. A finals de juliol de 1814, el Príncep Regent va visitar a la seva filla i li va informar que la seva mare estava preparada per abandonar Anglaterra per passar un llarg període a Europa. Aquesta notícia va afectar molt a Carlota, però sabia que res del que digués anava a fer que la seva mare canviés d'opinió, encara la va entristir més la naturalitat amb què marxava la seva mare: "Sap Déu quant de temps passarà, i quins esdeveniments poden ocórrer abans no ens tornem a veure". Carlota mai més no tornaria a veure a la seva mare. A finals d'agost, Carlota va obtenir un permís per viatjar fins a la costa. Havia demanat anar a Brighton, que era una ciutat molt freqüentada per l'alta societat, però el seu pare es va negar i la va enviar a Weymouth. A mesura que el carruatge de la princesa es parava pel camí, es reunien grans multituds amistoses per veure-la. En paraules de Holmes: "la calorosa recepció que va rebre demostra que les persones ja la veien com a futura reina". En arribar a Weymouth, l'esperaven cartells amb les paraules "Visca la princesa Carlota, esperança d'Europa i glòria de Gran Bretanya". Carlota va passar el temps allà visitant els llocs interessants propers, comprant sedes franceses de contraban i rebent tractament de banys calents d'aigua salada. Encara estava enamorada del príncep prussià i esperava, en va, que ell declarés el seu amor per ella al Príncep Regent. Si no ho feia, conforme al que li va escriure a una amiga, Carlota "acceptaria la segona millor opció, és a dir, un home de bon temperament i amb sentit comú (...), aquest home és el príncep de Saxònia-Coburg". A mitjans de desembre, poc abans d'abandonar Weymouth, Carlota va rebre un "gran i sobtat xoc" en saber que el seu prussià s'havia enamorat d'una altra dona. Després d'una llarga conversa després del sopar de Nadal, pare i filla es van reconciliar.

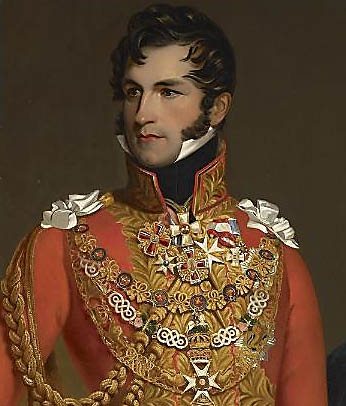
Leopold I de Bèlgica.

A principis de l'any 1815, Carlota va decidir-se per Leopold (a qui ella anomenava "el Leo") com a marit. El seu pare continuava insistint que es casés amb el príncep d'Orange, malgrat això, Carlota li va escriure: "Cap argument, ni cap amenaça faran que em casi amb aquest odiós neerlandès". Enfrontat a l'oposició unànime de la família reial, Jordi va desistir finalment de la idea de casar a la seva filla amb el príncep d'Orange, que es va comprometre amb la gran duquessa Anna de Rússia aquell mateix estiu. Carlota es va posar en contacte amb Leopold a través d'intermediaris i el va trobar receptiu, però Napoleó va revifar el conflicte a Europa i Leopold va es va veure obligat a unir-se a l'exèrcit. El mes de juliol, poc abans de tornar de Weymouth, Carlota va demanar permís formalment al seu pare per poder casar-se amb Leopold. El Príncep Regent va respondre que, per la situació política que vivia Europa, no ho podia permetre. Per la frustració de Carlota, Leopold no va visitar Gran Bretanya després que tornés la pau, encara que estava destinat a París.
El gener de 1816, el Príncep Regent va convidar la seva filla a visitar el Royal Pavilion a Brighton i allà li va tornar a demanar que consentís el matrimoni. En tornar a Windsor, la princesa li va escriure una carta al seu pare en la qual afirmava que: "No dubto en declarar el que sento pel príncep de Coburg i et garanteixo que ningú serà més estable i constant en aquest compromís que jo". Jordi va cedir i va convocar a Leopold, que es trobava a Berlín de camí cap a Rússia, perquè s'encaminés cap a Gran Bretanya. Leopold va arribar cap a finals de febrer de 1816, i va anar a Brighton per ser interrogat pel Príncep Regent. Després, Carlota també va ser convidada i va sopar amb Leopold i el seu pare. Més tard, va escriure:

"El trobo encantador i me'n vaig al llit més feliç que mai a la meva vida [...]. Sóc una persona amb molta sort i li ho haig d'agrair a Déu. Mai cap princesa havia començat una vida (o s'havia casat) amb perspectives de felicitat domèstica reals com les altres persones"
El Príncep Regent va quedar impressionat per Leopold i li va dir a la seva filla que "tenia totes les aptituds per feliç qualsevol dona". Carlota fou enviada de tornada a Cranbourne el 2 de març, deixant Leopold amb el Príncep Regent. El 14 de març es va realitzar l'anunci a la Cambra dels Lords i aquest va ser rebut amb un gran entusiasme. Ambdós partits van respirar alleujats en veure que el drama dels romanços de la princesa havia arribat al seu final. El Parlament va decidir oferir una renda de 50.000 lliures anuals a Leopold, va comprar Claremont House per la parella i també els va cedir una generosa quantitat de diners perquè moblessin la casa. Tement que el desengany d'Orange es tornés a repetir, Jordi va limitar el contacte entre Carlota i Leopold. Quan la princesa va tornar a Brighton, el Príncep Regent només va permetre que es trobessin per sopar i no els permetia estar sols tots dos.
El casament es va planejar per al 12 de maig de 1816, dia en què es van reunir moltes multituds a Londres. Els convidats van tenir grans dificultats per moure's pels carrers de la ciutat. A les nou de la nit, al menjador de Carlton House, Carlota i Leopold es van casar. Fou la primera vegada que Leopold es va posar l'uniforme de general britànic, mentre que el Príncep Regent portava el de mariscal de camp. El vestit de núvia de Carlota va costar més de 10.000 lliures. L'únic incident del casament va tenir lloc quan a Carlota se li va escapar el riure en el moment en què l'empobrit Leopold prometia donar-li tots els seus béns terrenals.

### Matrimoni

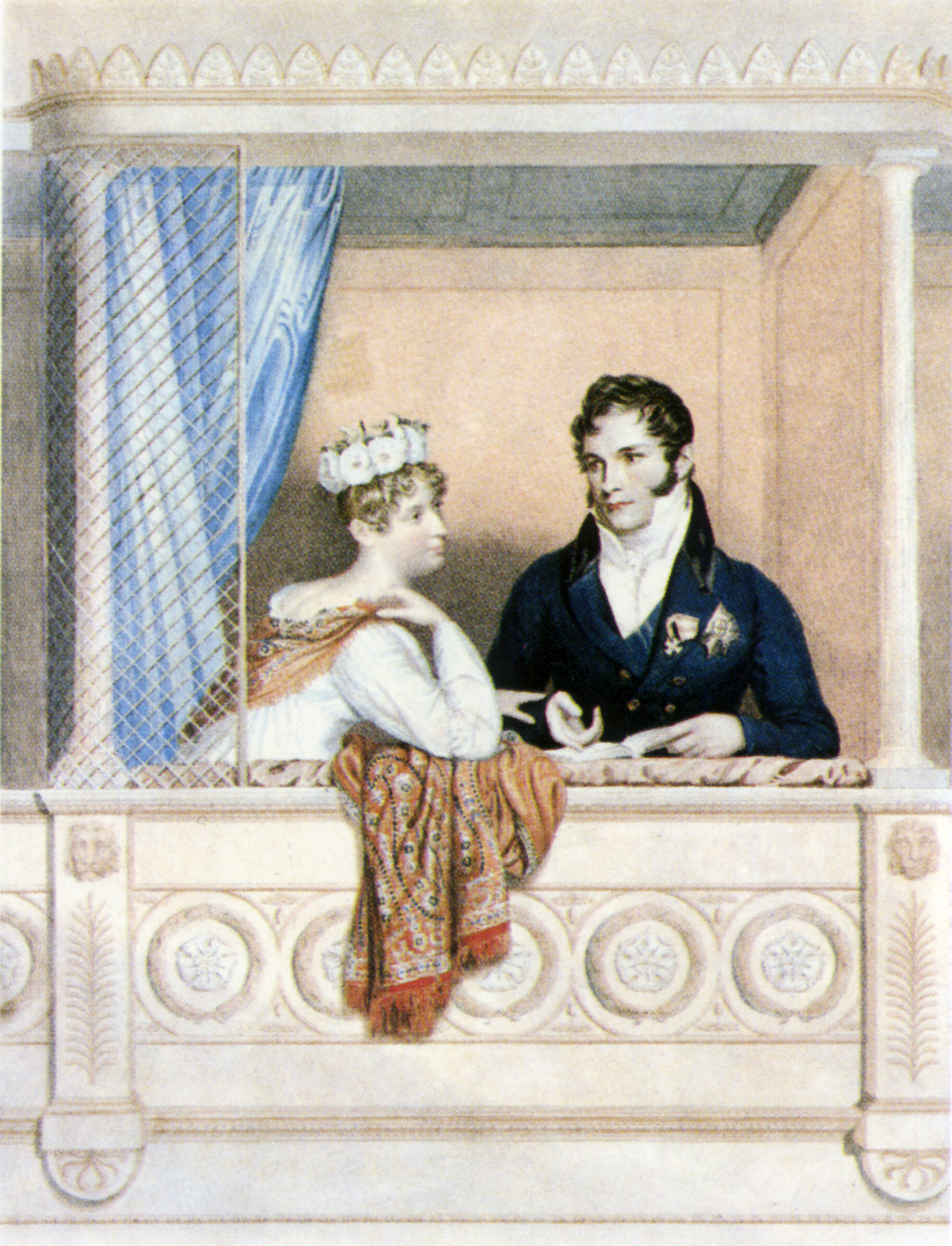
Carlota i Leopold al teatre.

El matrimoni va passar la lluna de mel al Palau d'Oatlands, la residència del duc de York a Surrey. Això no obstant, no es trobaven bé en aquella casa amb tots els gossos del duc i la seva olor. Malgrat tot, la princesa va escriure que Leopold era "la perfecció feta amant". Dos dies després del casament, la parella va rebre la visita del Príncep Regent a Oatlands, on va estar hores descrivint els detalls d'uniformes militars a Leopold, cosa que, segons Carlota, "és el millor exemple del més perfecte bon humor". Ella i el seu marit van tornar a Londres per la temporada social i, quan anaven al teatre, l'audiència sempre els aplaudia i la companyia de teatre cantava el "God Save the King". Quan Carlota es va començar a trobar malament durant una actuació a l'òpera, el públic es va amoïnar molt. Poc després, es va anunciar que la princesa havia patit un avortament. El 24 d'agost de 1816, la parella es va instal·lar a Claremont.
El metge de Leopold, Christian Stockmar -que més tard esdevindria el baró Stockmar, conseller de la reina Victòria i del seu marit, el príncep Albert- va escriure que, en els primers sis mesos de matrimoni, mai va veure a Carlota posar-se res que no fos senzill i de bon gust. També la notava més calmada i amb més autocontrol, i atribuïa aquells canvis a la influència de Leopold. Leopold va escriure: "només ens separàvem quan marxava de cacera; si no, podíem estar sempre junts, no ens cansàvem mai". Quan Carlota s'esverava, Leopold li deia: "Doucement, chérie" (amb calma, estimada). A Carlota li agradava allò i va començar a anomenar al seu marit "Doucement".
Els Coburg, com van començar a ser anomenats, van passar les vacances de Nadal al Royal Pavilion de Brighton amb altres membres de la família reial. El 7 de gener, el Príncep Regent va celebrar un gran ball per celebrar que Carlota feia 21 anys, però la parella no van ser-hi presents perquè havien tornat a Claremont, ja que s'estimaven més la tranquil·litat d'aquell lloc. A finals d'abril de 1817, Leopold va informar el Príncep Regent que Carlota tornava a estar embarassada i que hi havia moltes possibilitats de portar l'embaràs fins al final.
L'embaràs de Carlota fou un tema d'interès públic. Les cases d'apostes van començar concursos per endevinar el sexe del nadó. Els economistes van calcular que el naixement d'una princesa augmentaria el valor de les accions de la borsa un 2,5%, mentre que el naixement d'un príncep significaria un augment del 6%. Carlota va tenir un embaràs tranquil i es va dedicar a posar per un retrat de Thomas Lawrence. Menjava molt i feia poc exercici. Quan els seus metges van començar les cures prenatals a l'agost de 1817, li van imposar una dieta rigorosa, amb l'esperança de reduir la grandària del nadó. La dieta, així com les sagnies ocasionals la van debilitar. Stockmar creia que aquest tractament estava antiquat i es va negar a unir-se a l'equip mèdic creient que, com a estranger, seria considerat culpable de tot el que anés malament.
Gran part de les cures diàries de Carlota es portaven a terme per Sir Richard Croft. Croft no era metge, sinó llevador, cosa que estava molt de moda en aquella època entre l'alta societat. En un principi, es pensava que Carlota donaria a llum el 19 d'octubre, però el mes va acabar i no hi havia signes que el part estigués a prop. El diumenge 2 de novembre, Carlota va anar de passeig amb Leopold com de costum. El vespre del 3 de novembre van començar les contraccions. Sir Richard la va animar a fer exercici, però no la va deixar menjar. Més tard, aquella mateixa nit, va fer cridar als oficials que serien testimonis del naixement reial. El dia 5 de novembre es va veure clarament que Carlota no podria donar a llum sola i, per això, Croft i el seu metge personal, Matthew Baillie, van decidir fer cridar l'obstetra John Sims. Malgrat això, Croft no va deixar que Sims veiés a la pacient i tampoc que emprés els fòrceps. Segons Plowden, els fòrceps haurien pogut salvar tant la mare com el nen, encara que la taxa de mortalitat era elevada en els parts amb instruments abans de la invenció dels antisèptics.

### Mort
A les nou de la nit del 5 de novembre, Carlota va donar a llum un nen gran que va néixer mort. Els esforços per ressuscitar-lo van ser en va i els testimonis nobles van confirmar que era un nen bell, amb semblança amb la família reial. Els van assegurar que la mare es trobava bé i van deixar l'habitació. Carlota, exhausta, va escoltar la notícia amb calma i va dir que era la voluntat de Déu. Va tornar a menjar després del llarg dejú, i va semblar que es restablia bé. Leopold, que havia estat amb la seva esposa al llarg de tot el procés, es va prendre un opiaci i va caure rendit al llit.
En algun moment a prop de la mitjanit, Carlota va començar a vomitar i a queixar-se de dolor a l'estómac. Van cridar a Sir Richard i aquest es va quedar sorprès quan va notar que la seva pacient estava freda, respirava amb dificultat i sagnava. Li va posar compreses calentes, el tractament més comú en l'època amb els sagnats postpart, però el sagnat va continuar. Va cridar a Stockmar i li va demanar que cridés a Leopold. Stockmar va tenir problemes per despertar a Leopold, va tornar al costat de la princesa, que el va agafar de la mà i li va dir: "Estic marejada". Stockmar va abandonar l'habitació per tornar a intentar despertar el príncep però Carlota el va tornar a avisar dient-li "¡Stocky! ¡Stocky!". Quan va entrar a l'habitació, la va trobar morta.

#### Reaccions

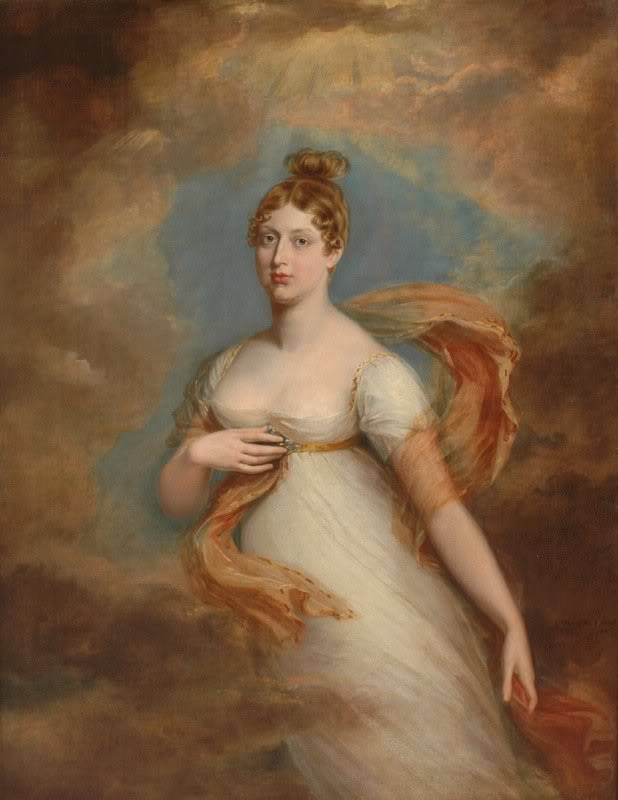
Carlota representada al·legòricament per George Dawe

Henry Brougham va escriure sobre la reacció del poble davant la mort de Carlota: "És com si totes les cases de Gran Bretanya haguessin perdut a la seva filla favorita". El regne va entrar en un dol profund, fins al punt que les fàbriques tèxtils van esgotar la tela negra. Fins i tot els pobres i els indigents utilitzaven braçalets negres a la roba. Les botigues van tancar dues setmanes, així com la Casa de Canvi Reial, els tribunals i els ports. Fins i tot les cases d'apostes van tancar el dia del seu funeral com a senyal de respecte. El diari The Times va escriure: "No ens correspon a nosaltres lamentar la visita de la Providència (...) però no hi ha res impiu en estar de dol per aquesta calamitat". El dol era tal que els fabricants de cintes i altres ornaments (que no podien ser utilitzats en moments de dol), van demanar al govern que disminuís el període de dol per por de bancarrota. Només hi va haver una opinió contrària, escrita pel poeta Percy Bysshe Shelley que, en un article titulat "Un missatge a les persones sobre la mort de la princesa Carlota", va dir que l'execució de tres homes l'endemà de la mort de la princesa per haver conspirat contra el govern era una tragèdia encara més gran.
El Príncep Regent va sentir molta pena per la mort de la seva filla i no va poder anar al seu funeral. La princesa Carolina va saber de la mort de la seva filla per un missatger que anava de pas i va patir un desmai pel xoc de la notícia. Després de recuperar-se va dir: "Anglaterra, aquell gran país, ho ha perdut tot en perdre a la meva adorada filla". Fins i tot el príncep d'Orange es va desfer en llàgrimes quan se'n va assabentar i la seva dona va manar que totes les dames de la cort neerlandesa es posessin de dol. El més afectat per la seva mort va ser el príncep Leopold. Anys més tard, Stockmar va escriure: "Novembre fou la ruïna d'aquesta casa feliç i la destrucció, en un sol cop, de tota l'esperança i la felicitat del príncep Leopold. Fins al dia d'avui, no ha aconseguit recuperar aquell sentiment de felicitat que va beneir la seva curta vida de casat". Segons Holmes, "sense la Carlota, el príncep se sentia incomplet. Era com si s'hagués quedat sense cor".
El príncep Leopold va escriure una carta dirigida a sir Thomas Lawrence:

"Dues generacions perdudes -d'un sol cop!- sento molt de dolor, però també el sento pel Príncep Regent. La meva Carlota ha desaparegut -el país l'ha perduda- Ella era bona, una dona admirable. Ningú podia conèixer a Carlota millor que jo. Era el meu estudi i el meu deure conèixer-la, però també el meu delit"
La princesa fou sebollida, amb el seu fill als peus, a la capella de Sant Jordi del Castell de Windsor el 19 de novembre de 1817. Es va erigir un monument per subscripció popular al seu jardí. El poble no va trigar a cercar culpables de la tragèdia. La Reina i el Príncep Regent foren culpats per no estar presents en el moment del part, tot i que Carlota els havia demanat expressament que es mantinguessin al marge. Encara que l'autòpsia no va esclarir res, molts van culpar a Croft per la manera com s'havia cuidat de la princesa. El Príncep Regent va rebutjar culpar-lo, però tres mesos després de la mort de Carlota, i mentre tractava una altra jove, Croft es va suïcidar. La "triple tragèdia obstètrica" (la mort del nadó, de la mare i del llevador) va suposar canvis significatius a les tècniques d'obstetrícia que es van traduir en un major ús dels fòrceps.
La mort de Carlota va deixar el rei sense nets legítims; el seu fill més jove tenia més de quaranta anys. Els diaris van instar els fills solters del rei que es casessin. Un d'aquests articles va arribar a les mans del quart fill del rei, el príncep Eduard, que en aquell moment es trobava vivint a Brussel·les amb la seva amant, Júlia de St. Laurent. Eduard va deixar la seva amant i va demanar la mà de la germana del príncep Leopold, Victòria de Saxònia-Coburg Saalfeld. L'única filla del matrimoni, la princesa Victòria de Kent, esdevindria reina del Regne Unit l'any 1837. Leopold, que en aquell moment era rei de Bèlgica, va ser el conseller a llarga distància de la seva neboda i un dels responsables del matrimoni d'aquesta amb el seu nebot Albert de Saxònia-Coburg Gotha.